# International ART CAMPUS Prague
International ART CAMPUS Prague, s. r. o., dříve „Literární akademie (Soukromá vysoká škola Josefa Škvoreckého) s.r.o.“, byla soukromá umělecká vysoká škola, na níž se realizoval bakalářský a magisterský studijní program "Literární tvorba" a "Mediální tvorba" (v magisterském studiu se specializacemi). Byla založena v roce 2000 a uzavřena začátkem roku 2016. Její první sídlo bylo na Pankráci v Praze-Nuslích. Fungovala také jako nakladatelství a v edici Prvotiny vydávala knihy svých studentů. Byla zapojena do Erasmu, mezinárodního projektu mobility studentů a pedagogů. Škola také pořádala široké spektrum kurzů pro veřejnost.

## Zaměření studia
Literární zaměření školy bylo v rámci České republiky jedinečné, umělecké vysoké školy před založením Literární akademie pokrývaly jen oblast divadla, filmu, hudby a výtvarného umění. Na Literární akademii (IACP) bylo možné studovat bakalářské a navazující magisterské obory, udělovaly se zde tituly BcA. a MgA. V roce 2012 škola akreditovala dva nové studijní programy, „literární tvorbu“ a „mediální tvorbu“, se studijními obory na bakalářském i navazujícím magisterském stupni. Koncepce všech oborů byla v Česku unikátní, spojovala uměleckou tvorbu (vyučovala se v kurzech tvůrčího psaní) s teoretickými znalostmi (těch se studentům dostávalo formou standardních vysokoškolských seminářů a přednášek).
Kromě klasického vysokoškolského studia nabízela škola i řadu kurzů, nejpopulárnější byl Kurz tvůrčího psaní pro veřejnost, realizovaný jednak během akademického školního roku, jednak v týdenních či dvoutýdenních kurzech o prázdninách. Tyto kurzy stejně jako standardní kurzy v rámci výuky vedli renomovaní pedagogové a spisovatelé, např. Radek Malý, Daniela Fischerová, Petr Borkovec, Arnošt Goldflam, Radka Denemarková, Jana Šrámková, Miroslav Kovářík, René Nekuda a řada dalších. Na Literární akademii bylo rovněž možné absolvovat seminář zaměřený na komiks.
Škola patřila k zavedeným kulturním institucím a pořádala pravidelné programy pro veřejnost (autorská čtení, besedy, promítání filmů, divadelní představení atd.), přednášky pro knihovny apod.

## Organizační struktura
Vrcholným orgánem školy byla akademická rada, složená z odborníků jak přímo z Akademie, tak ze zástupců dalších českých i zahraničních univerzitních i neuniverzitních škol i jiných pracovišť, například médií. V čele školy stál rektor a čtyři prorektoři (pro vědu a rozvoj, pro ediční a uměleckou činnost, pro studijní záležitosti, pro zahraničí). Dalšími orgány školy byly akademický senát a ediční rada.
V roce 2014 byla škola organizována v pěti katedrách:
- Katedra literární tvorby;
- Katedra mediální tvorby;
- Katedra literatury a českého jazyka;
- Katedra společenských věd;
- Katedra cizích jazyků;

Dalšími pracovišti byly studijní oddělení, sekretariát (SOS) a knihovna.

### Personálie
Statutárním orgánem školy byl jednatel, v některých obdobích měla škola více jednatelů současně. Ve funkci se vystřídali Václav Krištof (2000–2007), Alžběta Krištofová (2000–2007), Roman Zábranský (2001–2011), Lucie Kuželová (2007–2013), Miroslav Doležal (od 2013).
Rektory školy byli prof. Oldřich Král (2000–2001), prof. Jan Vedral (pověřen 2001), prof. PhDr. Radoslava Kvapilová-Brabcová, CSc. (2002–2006), prof. PhDr. Petr Čornej, DrSc. (2006–2010), doc. MgA. Martin Štoll, Ph.D. (od 2010), doc. Mgr. Petr Kaňka (od 2013).
Mezi nejvýraznější osoby pedagogického sboru patřili Petr Borkovec, Radka Denemarková, Markéta Kořená, prof. PhDr. Petr Čornej, DrSc., prof. ThDr. et ThDr. Otakar Antoň Funda, prof. PhDr. Radoslava Kvapilová-Brabcová, CSc. a prof. MgA. David Jan Novotný, doc. MgA. Martin Štoll, Ph.D. nebo doc. Mgr. Petr Kaňka.
V roce 2006 škola uváděla, že má 250 studentů.

## Tvůrčí psaní
Od roku 2001 až do své smrti v roce 2008 vedla katedru tvůrčího psaní spisovatelka Alexandra Berková. V letech 2008 až 2011 byla vedoucí katedry spisovatelka Ivona Březinová. Školu opustila, protože se podle vlastních slov rozhodla odejít v nejlepším a nenechat školu ustrnout na jednom místě. Jejím nástupcem se od roku 2011 stal spisovatel a básník Radek Malý, toho v roce 2014 vystřídal básník Jiří Dědeček a následně Daniela Iwashita.
Semináře tvůrčího psaní vedli např. Daniela Fischerová, Jiří Dědeček, Petr Borkovec, Radka Denemarková, Arnošt Goldflam, Petra Hůlová, Radek Malý, Jana Šrámková, Jan Němec, David Jan Novotný či René Nekuda.
Výuka probíhala navštěvováním tvůrčích dílen jednotlivých pedagogů. Student měl i možnost upnout se na jediného učitele a navštěvovat jeho dílnu po celou dobu studia.

## Historie školy

### Budovy

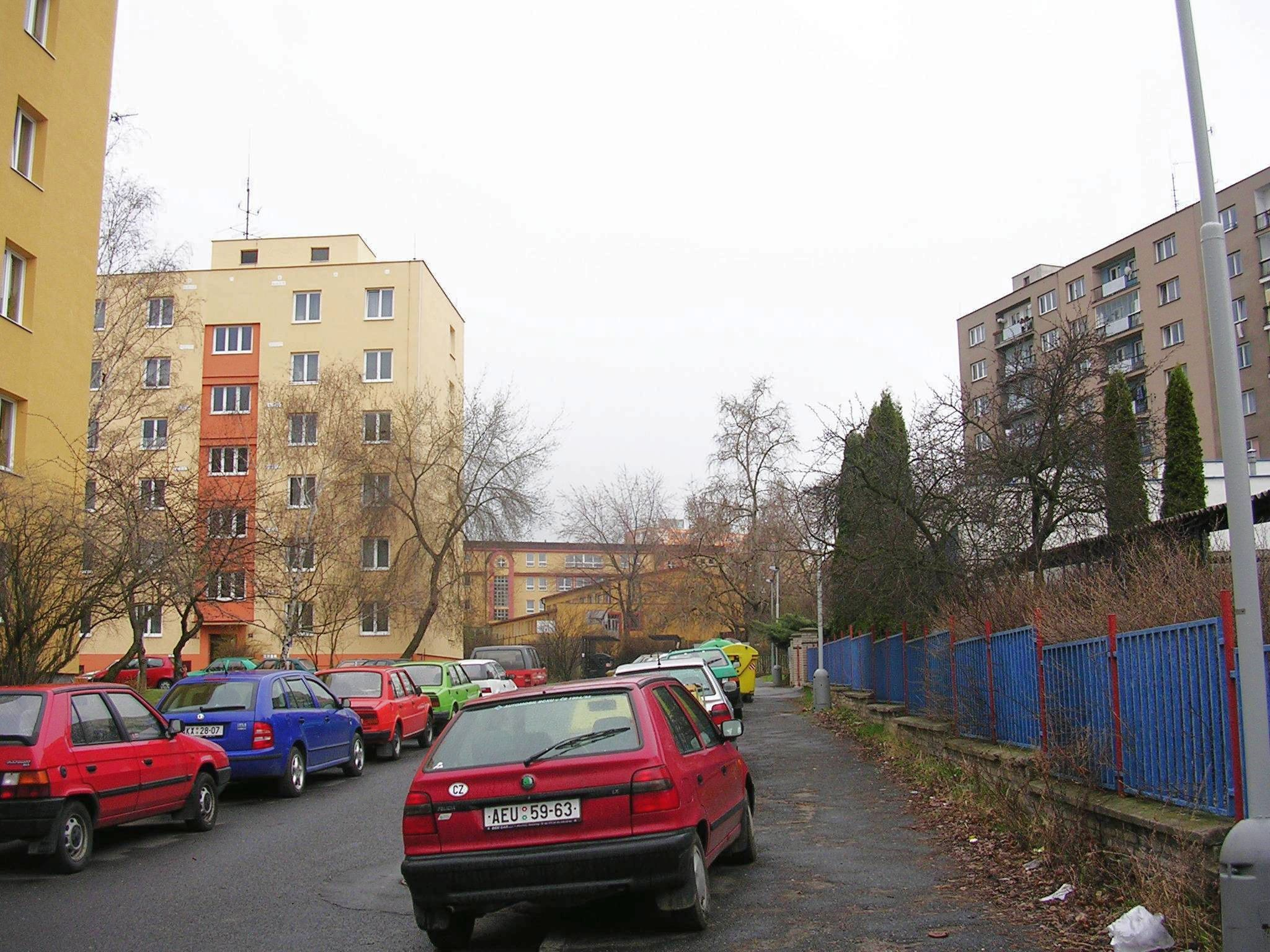
Malovická ulice podél pavilonů původního sídla akademie na sídlišti Spořilov II

Od svého vzniku v roce 2000 do března 2007 sídlila škola na adrese Malovická 2751/2 na sídlišti Spořilov II, ve třech pavilonech bývalé mateřské školy. Tento areál byl již zbourán a nahrazen novou budovou Hospicu Štrasburk s adresou Malovická 3304/2.
Budovu školy na adrese Na Pankráci 420/54 měla škola pronajatu od městské části Praha 4 od roku 2007 do roku 2019. Podle pamětní desky byla vybudována v letech 1908 až 1909 obcí Staré Strašnice. Před nastěhováním Literární akademie v ní byla umístěna základní škola.

### Studijní programy
Literární akademie navazovala svými zakladateli i pedagogickým zajištěním na existenci Společnosti Josefa Škvoreckého, kterou založil Václav Krištof v roce 1989, Soukromého gymnasia Josefa Škvoreckého, založeného roku 1993, a Vyšší odborné školy tvůrčího psaní Josefa Škvoreckého, založené roku 1998.
Literární akademie Josefa Škvoreckého byla založena roku 2000, výuka začala v roce 2001. Svou činnost zahájila se studijním programem „mediální a komunikační studia“, který na bakalářském stupni měl obor „tvůrčí psaní“ a na nečleněném pětiletém magisterském stupni obory tvůrčí psaní, redakční práce, mediální komunikace. V roce 2010 byla (vedle Filmová akademie Miroslava Ondříčka v Písku) jednou ze dvou soukromých vysokých uměleckých škol v České republice. Vzdělání v tvůrčím psaní na vysokoškolské úrovni nabízela jako jediná škola ve střední Evropě.
V následujících letech získala škola akreditaci i pro obor hudební publicistika (Bc.) a interaktivní média (Mgr.).

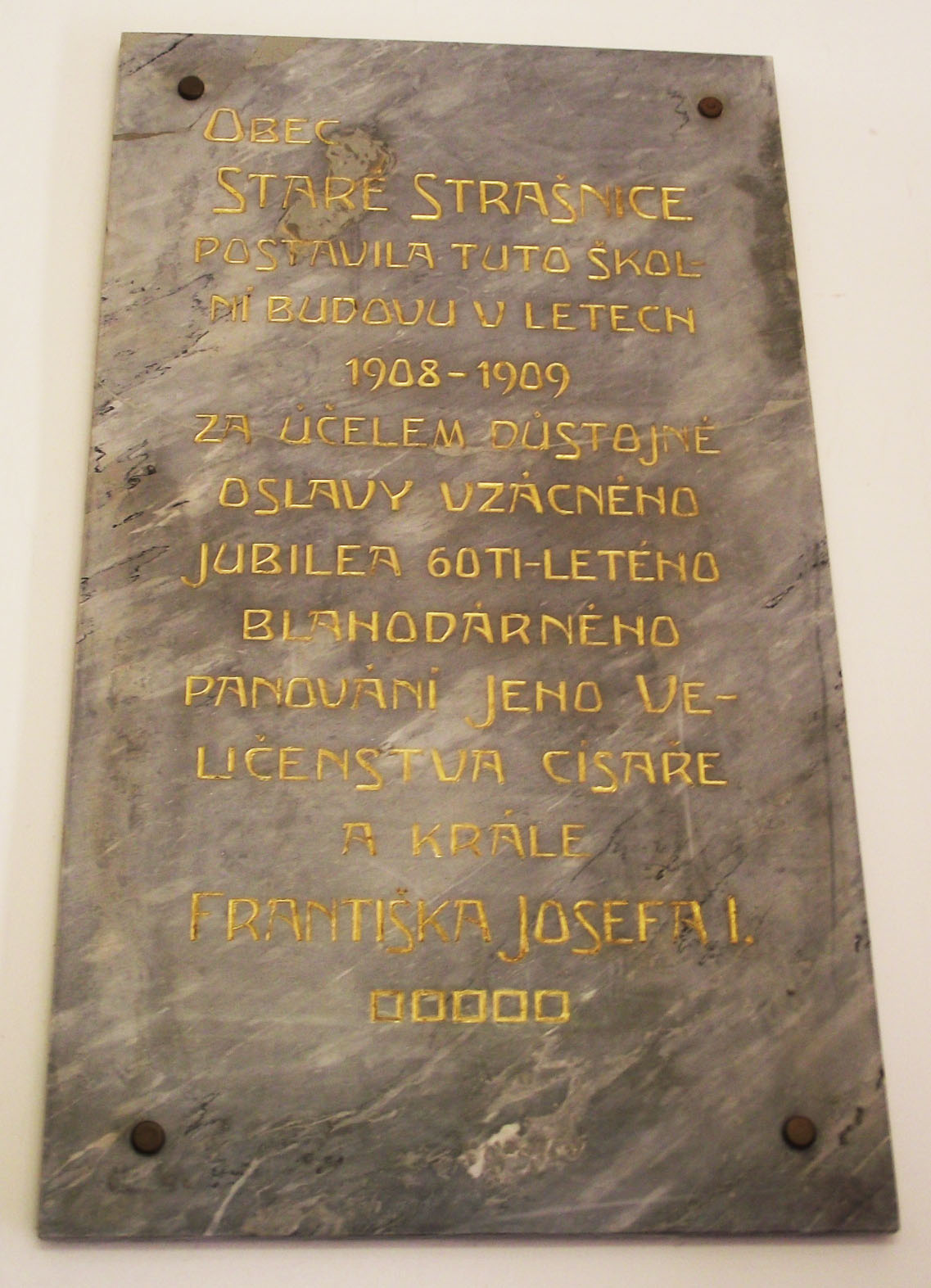
Plaketa, která je umístěna v budově Literární akademie a připomíná rok a okolnosti výstavby

Na zasedání Akreditační komise Ministerstva školství, mládeže a tělovýchovy 24. září 2003 byla vytvořena účelová pracovní skupina za účelem zhodnocení Literární akademie. Tato skupina navštívila školu 25. února 2004 a vypracovala posudek. V něm uvedla, že Literární akademie plní své poslání, udržela úroveň pedagogického sboru i přes jeho obměnu a vcelku naplnila přísliby uvedené v žádosti o udělení státního souhlasu a o akreditaci studijního programu. Na základě doporučení komise zavedla Literární akademie také kombinovanou formu studia.
Při přechodu z pětiletých magisterských oborů na tzv. strukturované studium (bakalářský a navazující magisterský stupeň) škola zavedla studijní program „mediální a komunikační studia“ /2007), který měl dva obory: „tvůrčí psaní a publicistika“ a „komunikace v médiích“.
V roce 2011 oslavila Literární akademie desáté výročí svého založení.

### Vlastnická struktura
Společnost původně vlastnili Mgr. Václav Krištof (4/5) a Alžběta Krištofová (1/5) z Prahy, v dubnu 2001 získali menší podíly z podílu Václava Krištofa (po 5 %) Libor Krátký a PhDr. Helena Tomanová, v srpnu 2004 získala polovinu podílu Alžběty Krištofové (10 %) Miroslava Kurková. V září 2005 přešel celý podíl Alžběty Krištofové a část podílu Václava Krištofa na Miroslavu Kurkovou, jejíž podíl se tak zvýšil na 30 %, podíl Václava Krištofa tím klesl ze 70 na 60 %.

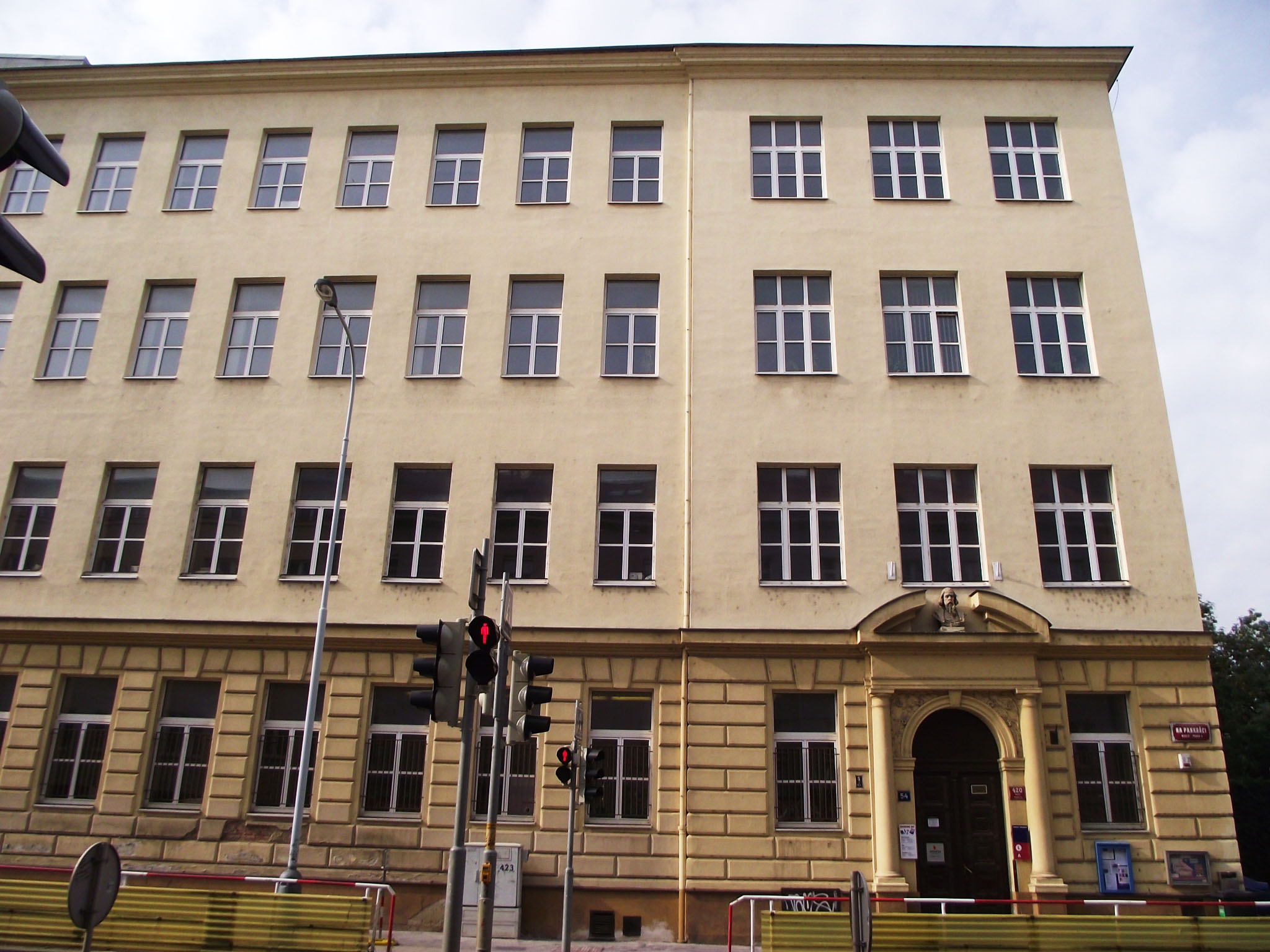
Budova Literární akademie

V srpnu 2006 došlo k výraznému navýšení základního kapitálu ze 400 tisíc Kč na 10 milionů Kč vstupem německé akciové společnosti EDUCATIONTREND AG z Hamburku, která poté vlastnila 80% podíl, po 10 % vlastnili Václav Krištof a Miroslava Kurková, svých podílů se zbavili Libor Krátký a PhDr. Helena Tomanová. V červnu 2007 pak Václav Krištof a Miroslava Kurková přenechali německé firmě své podíly, a ta se tak stala jediným vlastníkem. V prosinci 2007 navýšila základní jmění na 15 milionů Kč, v říjnu 2009 změnila svou formu na společnost s ručením omezeným (GmbH), v prosinci 2010 přešlo vlastnictví na německou firmu ETAG Beteiligungsverwaltung GmbH z Kölnu. V listopadu 2012 přešel 85% podíl na německou společnost EDUCATIONPROJECTS GmbH z Hamburku a 15% podíl získal Bernhard Peters ze stejné adresy v Hamburku.

### Spor s Václavem Krištofem
Na podzim 2010 přinesl deník Mladá fronta DNES informaci, že vedení Literární akademie (jednatelka Lucie Kuželová) obvinilo bývalého místostarostu Prahy 4 Václava Krištofa (ODS), zakladatele a do roku 2006 většinového vlastníka školy, z braní výpalného. Škola zveřejnila smlouvy na poradenskou činnost, na základě kterých Krištofovi vyplácela dva tisíce korun měsíčně. Tyto smlouvy Literární akademie údajně uzavřela pod nátlakem a nebyly jí za to dodávány žádné služby. Škola je podle slov jednatelky Lucie Kuželové vypověděla poté, co Krištof požadoval zvýšení vyplácené částky na padesát tisíc korun měsíčně. Akademii bylo poté vyhrožováno, že bude muset opustit budovu, ve které v té době sídlila. Jednatelka školy vyslovila obavu, že by Václav Krištof mohl Literární akademii vystěhovat a budovu využít pro vlastní soukromou školu.
Václav Krištof nařčení odmítl. Uvedl, že dva tisíce korun pobíral za pomoc s publikováním spisů Josefa Škvoreckého. Tvrzení školy označil za lži a polopravdy a prohlásil, že smlouvy byly vypovězeny dohodou, když odešel z pozice místostarosty, a že pro školu, kterou se chystal otevřít, má vytipováno několik budov mimo Prahu 4. Starosta Prahy 4 Pavel Horálek (ODS) oznámil, že nic nebránilo tomu, aby škola pokračovala v nájemním vztahu.

### Vytunelování školy
Poslední jednatel školy Miroslav Doležal školu zadlužil natolik, že to vedlo k jejímu krachu. Studenti, kteří měli těsně před státnicemi, studium většinou dokončili, ostatní museli odejít na jiné školy.
Ještě před tím se Doležal pokusil zavést na Literární akademii výuku managementu ve zdravotnictví a sociálních službách, ale tehdejší rektor Petr Kaňka proti tomu protestoval. Jednatel Doležal ho proto odvolal. K zavedení nového oboru, který nijak nesouvisel s dosavadní literární a mediální výukou, nakonec nedošlo, protože se jej nepodařilo akreditovat.

## Školné
V roce 2000 škola uváděla roční školné 45 000 Kč, s možností získání stipendia. V roce 2006 bylo roční školné téměř 60 tisíc Kč. V roce 2012 uváděla v prezenčních bakalářských oborech roční školné 60 000 Kč, v kombinovaných bakalářských oborech a prezenčních navazujících magisterských oborech 50 000 Kč. Řadila se tak v rámci České republiky mezi vysoké školy s nejvyšším školným, obdobným jako na dalších soukromých vysokých školách.
Školné bylo jediným příjmem školy, nedostávala žádné dotace a významně jí nepřispívali ani sponzoři.

## Mezinárodní spolupráce

### Erasmus
Akademie se podílela na programu Erasmus, který je součástí evropského Programu celoživotního učení (Lifelong Learning Programme, LLP).
Literární akademie na výměnných pobytech spolupracovala s těmito školami:
- University of Jyväskylä, Jyväskylä, Finsko (mobilita pedagogů i studentů)
- Volda University College, Volda, Norsko (mobilita pedagogů i studentů)
- University of Glasgow, Glasgow, Velká Británie (mobilita pedagogů)
- University of Wales, Bangor, Velká Británie (mobilita pedagogů i studentů)
- Paneurópska vysoká škola, Bratislava, Slovensko (mobilita pedagogů i studentů)
- T.C. Beykent University, Istanbul, Turecko (mobilita studentů a pedagogů)

### European Network of Creative Writing Programmes
Literární akademie se v roce 2011 zúčastnila mezinárodního projektu Fundamentals of Poetry (Základy poezie). V rámci tohoto kurzu spolupracovalo šest škol z různých evropských zemí (kromě Literární akademie také Vienna Poetry Academy – Schule für Dichtung z Rakouska, Aleph Écriture z Francie, Oriveden Opisto z Finska, Escuela de Escitores ze Španělska a Centro Studi Holden z Itálie). Cílem projektu byla výměna zkušeností a technik psaní poezie.
Šlo o vůbec první mezinárodní akci tohoto typu. Byla grantově podpořena projektem partnerství Grundtvig v rámci Programu celoživotního učení..

## Publikační činnost

### Spisy Josefa Škvoreckého
Mezi lety 2006 a 2007 publikovala škola knihy edice Spisy Josefa Škvoreckého. Navázala tak na prvních dvacet pět svazků této řady vydávané nejprve Odeonem a posléze nakladatelstvím Ivo Železný.
- č. 26 – Setkání v Torontu, s vraždou (2006)
- č. 27 – Nataša, pícníci a jiné eseje (2006)
- č. 28 – Zločin v šantánu a jiné filmové povídky a scénáře (2007)
- č. 29 – Smutek poručíka Borůvky (2007)
- č. 30 – Timeo Danaos a jiné eseje (2007)
- č. 31 – Psaní, jazz a bláto v pásech (2007)

V roce 2008 škola vydávání této edice ukončila.
Další svazky této edice vydává nakladatelství Books and Cards.

### Edice Prvotiny
Edice Prvotiny byla vydávána Literární akademií od roku 2002 a umělecké texty studentů, které byly obhájeny jako ročníková, bakalářská a diplomová práce, doporučeny k vydání vedoucím práce i oponentem a následně potvrzeny kolegiem rektora. V roce 2005 zvítězila edice v soutěži Nejkrásnější kniha roku (kategorie krásná literatura).
V letech 2002 až 2008 se o podobu svazků starala Laboratoř grafického designu typografa Petra Babáka. V roce 2009 došlo ke změně vzhledu edice a práce na designu knih se ujala grafička Lucie Mrázová. Lucie Kuželová, jednatelka Literární akademie, uvedla, že ke změně došlo proto, že po delší době je změna potřeba; edice má být také otevřenější a bližší mladým lidem. Dalším důvodem bylo přání studentů a finanční otázka.
V edici Prvotiny vyšly tyto knihy:
- Tomáš Vučka: Mezidveří. Literární akademie 2002.
- Barbora Dřevikovská: My napříč staletími. Literární akademie 2003.
- Pavel Hájek: Smutky. Literární akademie 2003.
- Pavla Totušková: Zloděj lidských srdcí. Literární akademie 2003.
- Andrea Votrubová: Váh. Literární akademie 2003.
- Alena Fousková: Vyrážím. Literární akademie 2004.
- Jiří Mach: Ke hladině. Literární akademie 2004.
- Petra Biňovcová: Já, bludička. Literární akademie 2005.
- Luboš Janák: Bez návratu. Literární akademie 2005.
- Petra Mahdalíková: Rovnodennosti. Literární akademie 2005.
- Katarína Molčanová (Kari Moana): A ryba riekla. LA 2005.
- Kateřina Svatoňová: Čtyři domy. Literární akademie 2005.
- Michaela Valášková: Alergie. Literární akademie 2005.
- Marie Zahradníková: Střípky zrcadla. Literární akademie 2005.
- Barbora Dřevikovská: Hnízda na Čertovce. Literární akademie 2006.
- Kat Mydlářová: Zběsile říkám kurva… Literární akademie 2006.
- Marie Pleskotová: Karamelky. Literární akademie 2006.
- Vojtěch Staněk: Střechy. Literární akademie 2006.
- Petr Vaněk: Pražská groteska. Literární akademie 2006.
- Zuzana Frantová: Děti ráje. Literární akademie 2007.
- Hana Nováková: Eana. Literární akademie 2007.
- Denisa Salátková: Peking na podzim. Literární akademie 2007.
- Lukáš Vydra: Člověk ve mně. Literární akademie 2007.
- Adam Březovský: Neorient. Literární akademie 2008.
- Jan Březovský: Něco jsem ztratil… Literární akademie 2008.
- Petra Dědourková: Kuchařka mlsné spisovatelky. LA 2008.
- Zuzana Luňáková: Něco jako štěstí. Literární akademie 2008.
- Jan Mrkvička: Most. Literární akademie 2008.
- Hana Šmardová: Pohraničí. Literární akademie 2008.
- Tereza Bělinová: Všechny robertky nejsou stejné. LA 2009.
- Veronika Brožková: Hořká lízátka. Literární akademie 2009.
- Marie Pleskotová: Báchorka o strážci majáku a malé rybce. LA 2009.
- Petra Poliaková: Psáno nocí na peří. Literární akademie 2009.
- Martina Polívková: Betonové město. Literární akademie 2009.
- Nela Pavlousková: Budu tu s vámi. Literární akademie 2010.
- Klára Podobová: MHD (Marnosti Hladových Duší). LA 2010.
- Tereza Ludvíková: Cesta na Golgotu. Beletris + LA 2011.
- Lucie Kukačková: Číča Avara, Warana Psavomorecká: Čtyřstrunný kvartet (v jednom svazku). Beletris + LA 2012.
- Petra Nandrážiová: Waiting for the Big One. Literární akademie 2014.

### Skripta
Škola vydávala také skripta sepsaná pedagogy pro potřebu výuky.
- Úvod do bohemistiky 2006 a Z historie a současnosti českého jazyka 2006. Tato kompendia byla sestavena prof. Radoslavou Kvapilovou-Brabcovou a zabývají se českým jazykem, jeho vývojem a obecnými výklady o jazyce.
- Vzpomínáte si ještě na pravopis? (2007). Skripta obsahují pravopisná cvičení sepsaná prof. Radoslavou Kvapilovou-Brabcovou.
- 14 kapitol o rozhlase (2006). Publikace zaměřená na rozhlas a profese s ním spjaté. Autorem je Karel Navrátil a kolektiv.
- Literární Evropou I. (2007 a Literární Evropou II. (2010). Autorkou tohoto dvousvazkového konvolutu je Helena Kupcová. Obsahuje vybrané prozaické a básnické texty a výkladovou část se základními literárněteoretickými údaji.[19]
- Literární žánry. Skripta shrnující teorii genologie a obsahující přehled literárních žánrů a bibliografii k předmětu. Autor: Pavel Šidák.
- Tři podoby televize. Skripta zevrubně popisující fungování televize jakožto instituce, vysílatele a výrobce. Autor: Martin Štoll.

### Rukopis – revue o psaní
V letech 2006 až 2009 vydávala akademie časopis Rukopis, Revue o psaní (ISSN 1801-7630).
Anotace popisovala obsah časopisu jako první odborné periodikum o tvůrčím psaní v kontinentální Evropě. Vedle teorie tvůrčího psaní (včetně vztahu tvůrčího psaní k literární vědě) a dění v oboru v zahraničí i v České republice se časopis zabýval „hlediskem autora", reflexí procesu psaní (a překládání uměleckých textů) u významných spisovatelů a překladatelů – v esejích, statích, denících, korespondenci, poznámkách, rozhovorech, vzpomínkách apod.
Bylo publikováno celkem šest čísel: Rukopis č. 1 (2006), Rukopis č. 2 (2006), Rukopis č. 3 (2007), Rukopis č. 4 (2007), Rukopis č. 5 (2008), Rukopis č. 6 (2008). V roce 2009 Literární akademie z ekonomických důvodů vydávání časopisu zastavila.

## Konference pořádané školou

### Pražské jaro 1968: Literatura–Film–Média
Mezinárodní konference Pražské jaro 1968: Literatura–Film–Média se konala od 20. května do 22. května 2008. Zabývala se podílem literatury a hromadných sdělovacích prostředků na reflexi událostí roku 1968. Kromě předních českých odborníků na konferenci přednášeli také experti a pamětníci z Polska, Ruska, Švédska a Slovenska.
Mezi nejvýznamnější osoby, které na akci vystoupily, patří Aleš Haman, Petr Šámal, Jan Lukeš, Milan Šmíd, Ludvík Vaculík, Ivan Klíma, Milan Uhde, Irina Poročkina, Oleg Malevič, Dorota Bielec, Joanna Gosczyńska, Joanna Królak, Helena Kosková, Petr Čornej, Oldřich Tůma a mnozí další.
Čtyřicet referátů přednesených na konferenci vydala Literární akademie v publikaci Sborník příspěvků z mezinárodní konference Pražské jaro 1968: literatura – film – média.

### Kolokvium Předpoklady tvorby
Toto kolokvium se zabývalo předpoklady tvorby v kontextu současného uměleckého vysokého školství. Konalo se 3. května 2011 v budově Literární akademie.